# 구루시마 미치하루
구루시마 미치하루(일본어: 久留島 通春, 게이초 12년(1607년) ~ 조오 4년 음력 2월 11일(1655년 3월 18일)는 분고 모리 번의 제2대 번주이다.
모리 번 선대 번주 구루시마 나가치카의 장남이며 어머니는 겐쿄인(후쿠시마 마사노리의 양녀, 후쿠시마 다카하루(福島高晴)의 친딸)이다. 정실은 이야마 번주 사쿠마 야스마사(佐久間安政)의 딸. 자식은 장남 미치키요, 5남 미치카타 등이 있다. 관위는 종오위하, 에치고노카미, 단바노카미.
| 전임 구루시마 나가치카 | 제2대 분고 모리 번 번주 (구루시마가) 1612년 ~ 1655년 | 후임 구루시마 미치키요 |